# Tapu
Tapu, o tabú,
es un concepto tradicional polinesio que denota algo sagrado, con «restricción espiritual» o «prohibición implícita»; implica reglas morales y prohibiciones. En inglés la palabra tabú deriva de este significado posterior y data de la visita del capitán James Cook a Tonga en 1777.
El concepto existe en muchas sociedades, incluidas las culturas tradicionales de Fiyi, Maorí, Samoa, Kiribati, Rapanui, Tahití, Hawái y Tonga, en la mayoría de los casos con una palabra reconocible similar, aunque el término de Rotuma para este concepto es "ha'a". En Hawái, un concepto similar se conoce como kapu.

## En la tradición maorí
En maorí y la tradición tongana, algo que es tapu es considerado inviolable o sagrado. Las cosas o lugares que son tapu deben ser dejadas en paz, y no deben ser abordadas o interferidas. En algunos casos, ni siquiera se debe hablar de ellas. 
En la sociedad maorí, el concepto fue utilizado a menudo por los tohunga (sacerdotes) para proteger los recursos de sobreexplotación, declarando una pesquería u otro recurso como tapu.
Hay dos tipos de tapu, el privado —relacionado con los individuos— y el público —relacionado con las comunidades—. Una persona, objeto o lugar que es tapu, no puede ser tocado por el contacto humano, en algunos casos, ni siquiera acercarse. Una persona, un objeto o un lugar puede ser sagrado por tapu durante cierto tiempo.
En la sociedad de pre-contacto, tapu era una de las fuerzas más fuertes en la vida de los maoríes. Una violación del tapu puede tener consecuencias nefastas, incluyendo la muerte del infractor por enfermedad o a manos de alguien afectado por el delito. Antiguamente la comida cocinada para una persona de alto rango era tapu, y no podía ser consumida por un inferior. La casa de un jefe era tapu, y ni siquiera el jefe podía comer comida en el interior de su casa. No únicamente las casas de las personas de alto rango eran percibidas como tapu, sino también sus posesiones, incluyendo su ropa. Los cementerios y los lugares de muerte siempre fueron tapu, y estas áreas a menudo estaban rodeadas por una valla protectora. En al menos un caso, un jefe declaró un asentamiento completo —Auckland, una ciudad de colonos europeos recién fundada— como tapu, para aclarar a otras tribus que lo consideraba bajo su protección.
Hoy en día, el tapu se sigue observando en asuntos relacionados con la enfermedad, la muerte y el entierro:
- Los ritos funerarios pueden durar dos o tres días. El difunto yace generalmente en un ataúd abierto flanqueado por parientes femeninas vestidas de negro, sus cabezas a veces envueltas en hojas de kawakawa, y que toman pocos y breves descansos. Durante el día, los visitantes vienen, a veces desde muy lejos, a pesar de tener una relación lejana, para dirigirse a los difuntos. Pueden hablar francamente de sus defectos y de sus virtudes, pero también es apropiado cantar y bromear. Se fomenta la libre expresión del dolor tanto por parte de hombres como de mujeres. Se pueden invocar las creencias tradicionales, y se le dice al difunto que regrese a la patria ancestral, Hawaiki, por medio de te rerenga wairua, el viaje de los espíritus. Los parientes cercanos o "kiri mate" («piel muerta») no pueden hablar. En la última noche, la "pō whakamutunga" (noche del final), los dolientes celebran una vigilia y al amanecer el ataúd se cierra, antes de un funeral o ceremonia de entierro junto a la tumba, invariablemente cristiana. Es tradicional que los dolientes se laven las manos con agua y se rocíen la cabeza antes de salir del cementerio.  Después de que se completan los ritos funerarios, tradicionalmente se sirve un banquete. Se espera que los dolientes proporcionen regalos para la comida. La casa del difunto y el lugar donde murieron se limpian ritualmente con oraciones o encantamientos y con comida y bebida, en una ceremonia llamada "takahi whare", pisoteando la casa. Esa noche, el pō whakangahau (noche de entretenimiento) es una noche de relajación y descanso. La viuda o el viudo está acompañado durante varias noches.
- Durante el año siguiente, los familiares de una persona fallecida prominente, visitarán otras maraes, «trayéndoles la muerte» ("kawe mate"). Llevan fotos de la persona.
- Las inauguraciones de lápidas (hura kōwhatu) se suelen realizar alrededor de un año después de la muerte, a menudo en un día festivo para acomodar a los visitantes que no pudieron llegar al tangihanga. Los muertos son recordados y se expresa más dolor.
- Al Rangatira (jefe) o Toa (guerrero), mientras tiene su Tā moko (tatuaje facial) hecho, se considera tapu mientras el tatuador lo talla, y no se le permite alimentarse o tocar o incluso mirar su propio reflejo.
- Los huéspedes de Manuhiri/manuwhiri o visitantes de una marae son considerados tapu hasta que la comida ha tocado o pasado por sus bocas.[7]

Tapu también se observa todavía en el sitio de  varamientos de ballenas. Las ballenas son consideradas como tesoros espirituales por ser descendientes del dios del océano, Tangaroa, y como tales se las respeta mucho. Los sitios de varamientos y cualquier cuerpo de ballena son tratados como «tierra sagrada».

## Noa
Noa, por otro lado, levanta el tapu de la persona o del objeto. Noa es similar a una bendición. Tapu y noa siguen siendo parte de la cultura maorí en la actualidad, aunque las personas de hoy no están sujetas al mismo tapu que la de tiempos anteriores. Una casa nueva hoy, por ejemplo, puede tener una ceremonia de noa para quitar el tapu, para que la casa sea segura antes de que la familia se mude.